# Katrina Orpwood
Katrina Orpwood (* 23. Juli 1974 in Melbourne, Australien) ist eine ehemalige australische Synchronschwimmerin, die an den Olympischen Sommerspielen 2000 in Sydney teilnahm.

## Karriere

### Olympische Spiele
Katrina Orpwood gehörte im Jahr 2000 in Sydney bei den Olympischen Sommerspielen 2000 zum australischen Aufgebot im Mannschaftswettkampf. Zusammen mit ihren Mannschaftskameradinnen Tracey Davis, Amanda Laird, Kelly Geraghty, Rachel Ren, Cathryn Wightman, Naomi Young, Dannielle Liesch und Irena Olevsky absolvierte sie den olympischen Wettkampf am 28. und 29. September 2000 im Sydney Olympic Park Aquatic Centre und belegte den 8. Platz von acht teilnehmenden Mannschaften mit einer Gesamtwertung von 89,493 Punkten.

### Weltmeisterschaften
Orpwood nahm an den 8. Schwimmweltmeisterschaften 1998 in Perth im Synchronschwimmen am Mannschaftswettkampf teil. In ihrem Wettkampf am 15. Januar 1998 erreichte sie mit ihrer Mannschaft eine Gesamtwertung von 90,2670 Punkten und belegte den 23. Platz.